# Рики Ламбърт
Рики Ламбърт е английски футболист.
Роден е в Ливърпул, Англия на 16 февруари 1982 година.

## Кариера
Той започва кариерата си на професионален футболен играч в Блякпул през 1998 и прекарва там две години до 2000, когато Макалсфилд, го привличат в редиците си. През Юни 2002 за сумата от £300 000, рекордна за лигата, преминава в Стокпорт. След Стокпорт, през 2005, той заиграва в Рочдейл. После преминава през бристолският Роувърс и Саутхямптън. На 2 юни 2014 преминава в родния „Ливърпул“ срещу 4 милиона паунда.
Ламбърт се завръща в клуба, от който започна футболната му кариера. Нападателят постъпва в академията на „мърсисайдци“ през 1992, но е освободен на 15-годишна възраст. 
Ламбърт дебютира през 2013 г. за Англия, като вкарва победния гол срещу Шотландия (3:2) още в първия си мач.